# Eckert-I- und Eckert-II-Projektion

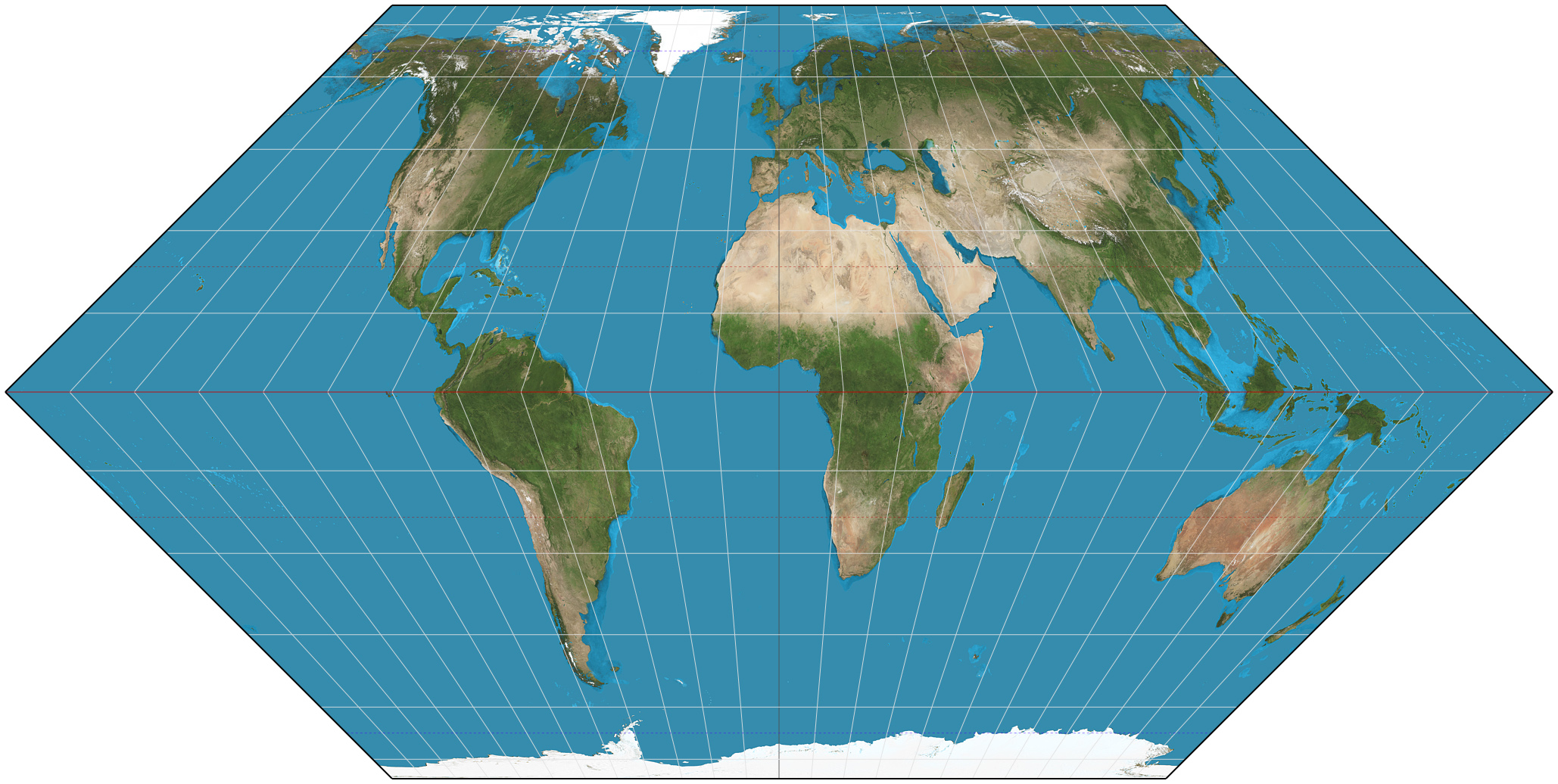
Weltkarte in Eckert-II-Projektion

Die Eckert-I-Projektion und die Eckert-II-Projektion sind zwei von Max Eckert-Greifendorff 1906 veröffentlichte trapezoide pseudo-zylindrische Kartenprojektionen mit hexagonaler Form. Sie sind eine kartographische Studie, doch wurden sie beispielsweise schon von Abraham Ortelius um 1570 für Karten verwendet.

## Eigenschaften

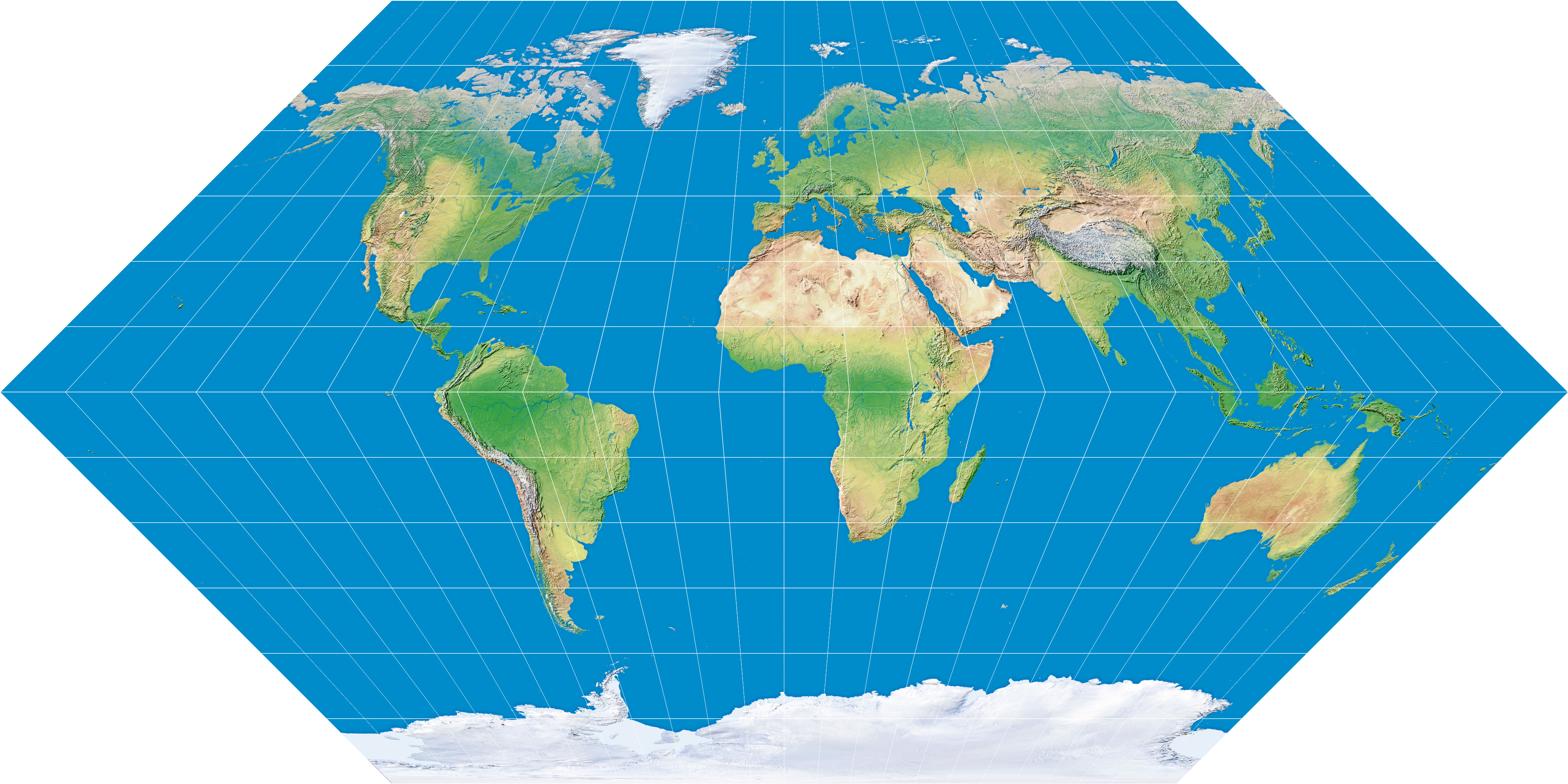
Weltkarte in Eckert-I-Projektion

Bei allen Eckert-Projektionen handelt es sich um Kartennetzentwürfe mit ungleich langen parallel verlaufenden Breitengraden, wobei die Pole in Form einer Polarlinie dargestellt werden, die halb solang ist wie der Äquator. Der Mittelmeridian verhält sich zum Äquator ebenfalls 1:2.
Damit erzeugt die Projektion ein wohlproportioniertes Format der Weltkarte bei gleichzeitig ansprechendem Gesamtbild und guter Orientierung. Das Polproblem der rechteckigen Karten (die Polregionen sind entweder übertrieben breit oder werden zunehmend unleserlich) löst der Entwurf mit der harmonisch dimensionierten Pollinie.
Bei diesen beiden Varianten sind die Längenkreise Geraden, die (bis auf den Mittenmeridian) am Äquator einen Knick haben.
Die Variante Eckert-I ist weder winkeltreu (konform) noch flächentreu, weist aber gleichabständige Breitenkreise auf. Damit stellt sich das Gradnetz – wie bei der Plattkarte – als vollständig geradlinig dar, in Nord-Süd-Richtung zentrisch gestreckt. Eckert-II ist die flächentreue Version. Beim ersten Entwurf ist in den Bereichen 47°10′ N und S der Maßstab korrekt, beim Zweiten in den Bereichen 55°10′ N und S. Kein Punkt der Karte ist verzerrungsfrei, am Äquator treten besondere Unregelmäßigkeiten auf.

## Berechnung
Die Eckert-I-Projektion ist im Prinzip eine gegen die Pole hin um den Faktor 2 gestauchte rechteckige Plattkarte. Für die Eckert-II-Projektion werden die Breiten noch für Flächentreue modifiziert und die Längen nachgeführt.
Sind der Radius {\displaystyle R} einer Kugel (deren Oberfläche als Modell für die Erdoberfläche dient), der zentrale Meridian {\displaystyle \lambda _{0}} und ein Punkt mit den Polarkoordinaten {\displaystyle (\varphi ,\lambda )} gegeben, so können die Koordinaten {\displaystyle x} und {\displaystyle y} des Bildpunktes auf der Karte mit den folgenden Formeln berechnet werden:
Eckert-I:
{\displaystyle x=2{\sqrt {\frac {2}{3\pi }}}R\,(\lambda -\lambda _{0})\left(1-{\frac {|\varphi |}{\pi }}\right)} {\displaystyle \approx 0{,}4606589\,R\,(\lambda -\lambda _{0})(1-{\tfrac {1}{\pi }}|\varphi |)},
{\displaystyle y=2{\sqrt {\frac {2}{3\pi }}}R\,\varphi } {\displaystyle \approx 0{,}4606589\,R\,\varphi };
Eckert-II:
{\displaystyle x=2R\,(\lambda -\lambda _{0}){\sqrt {\frac {(4-3\sin |\varphi |)}{6\pi }}}} {\displaystyle \approx 0{,}4606589\,R\,(\lambda -\lambda _{0}){\sqrt {4-3\sin |\varphi |}}},
{\displaystyle y={\sqrt {\frac {2\pi }{3}}}R\,(2-{\sqrt {4-3\sin |\varphi |}})\operatorname {sign} \varphi } {\displaystyle \approx \operatorname {sign} \varphi \cdot 1{,}44720251\,R\,(2-{\sqrt {4-3\sin |\varphi |}})}.

## Verwendung und Weiterentwicklungen

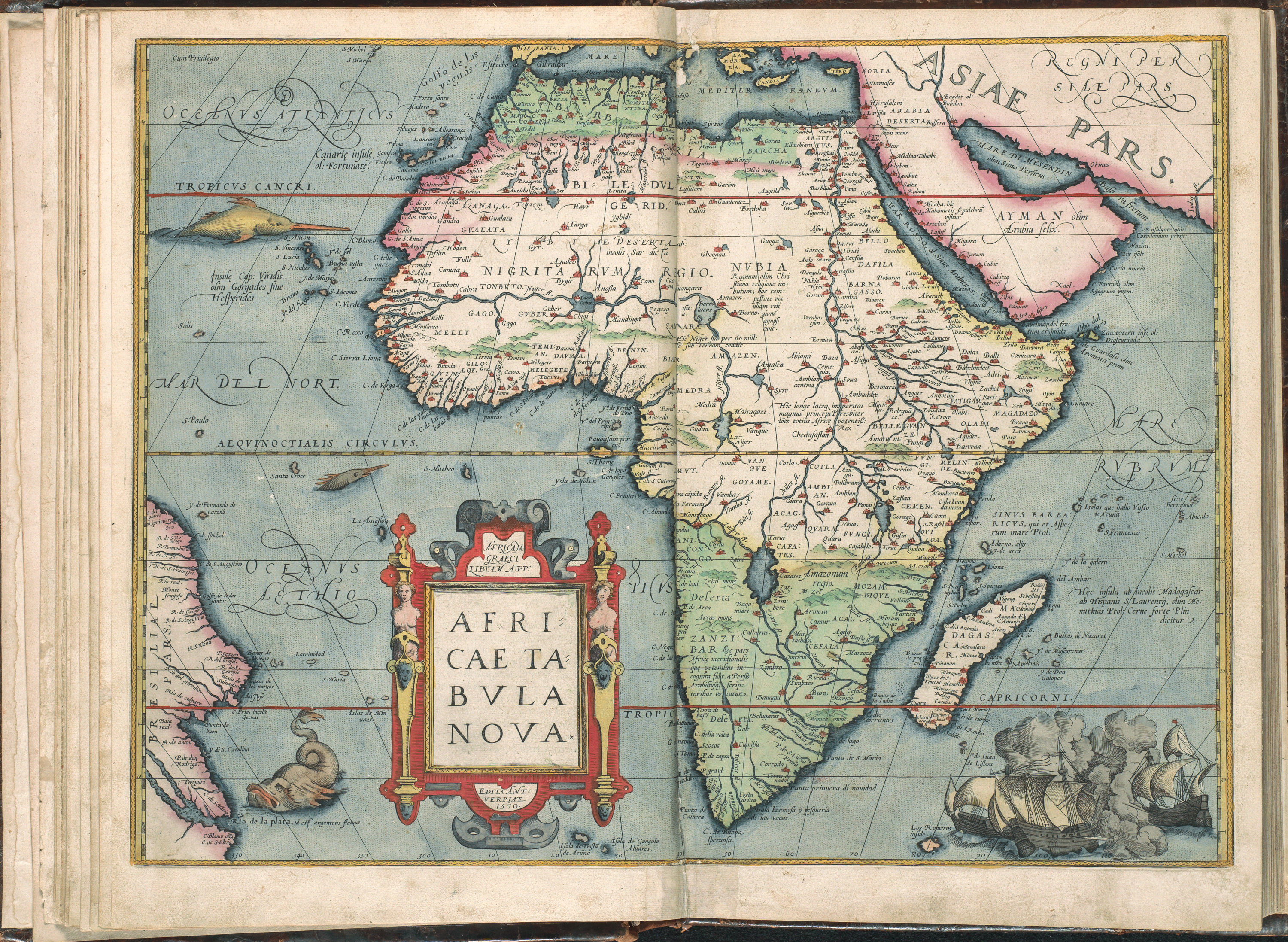
A. Ortelius: Africa tabula Nova. Aus: Theatrum Orbis Terrarum, 1571

Die trapezoide Projektion ist seit dem Altertum bekannt, sie wird Hipparchus, der sie in Sternkarten verwendete, zugeschrieben, und wurde dann von Donnus Germanus für Illustrationen der Werke des Ptolemäus verwendet.
Beide Entwürfe dienen bei Eckert als theoretischer didaktischer Ansatz und demonstrieren ein vollständig geradliniges Kartennetz für eine Weltkarte.
Tatsächlich wurde die Eckert-I-Projektion aber schon von Ortelius für seinen Atlas Theatrum Orbis Terrarum, erstmals 1570 in Antwerpen gedruckt, verwendet, und zwar für die Karte Africa tabula Nova (Nr. 6).
In der Praxis werden die beiden Entwürfe heute nicht mehr verwendet (Kuriositätenkarte).

## Ähnliche Entwürfe
Eckerts weitere Entwürfe bauen auf diesem Ansatz auf, sie sind dann nicht mehr am Äquator spitzwinklig, Eckert-III und Eckert-IV sind elliptisch, Eckert-V und Eckert-VI sinusoid, jeweils in der gleichabständigen und der flächentreuen Variante.
Der Eckert-II dem Prinzip nach ähnlich ist die ebenfalls flächentreue Collignon-Projektion, die aber in Dreiecksform nur die eine Halbkugel so darstellt.